# Sanora Babb

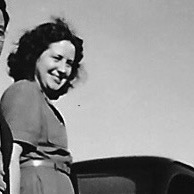
Sanora Babb

Sanora Babb (* 21. April 1907 in einer Siedlung der Oto-Indianer auf dem Gebiet des heutigen Osage County (= Osage Indian Reservation), Oklahoma; † 31. Dezember 2005 in Hollywood Hills, Kalifornien) war eine sozial engagierte US-amerikanische Autorin, Journalistin und Poetin.

## Leben

### Frühe Jahre
Sanora Babb wurde 1907 als Tochter von Walter Babb und dessen aus Kentucky stammender Frau Jennie geboren. Mit ihrer Schwester Dorothy (Marcella) (* 1909 in Waynoka, Woods County, Oklahoma; † 1995) wuchs sie in einer Siedlung der Oto-Indianer im Gebiet des heutigen Osage Indian Reservation (= Osage County) im Norden Oklahomas auf. Der ruhelose Vater versuchte sich in allen möglichen Berufen, als Baseball-Spieler, Bäcker, schließlich Glücksspieler. Die Familie wechselte häufig ihren Wohnort. Schließlich zog man in den äußersten Südosten Colorados wo Sanoras Großvater, Alonso Babb, seit 1910 im Baca County in der Nähe von Two Buttes eine winzige Farm bewirtschaftete. Hier lebte die Familie in bitterster Armut in einer baufälligen Ein-Zimmer-Baracke. Immer wiederkehrende Missernten brachte sie wiederholt an den Rand des Verhungerns. Um zu überleben, war man gezwungen sich von Kräutern, Gräsern und Disteln zu ernähren. Sanora wurde von Ratten gebissen, musste erleben, dass ihr Bruder kurz nach seiner Geburt starb. Ereignisse, die sich tief in ihr Gedächtnis gruben und in ihrem späteren literarischen Werk standen ökologische Katastrophen, menschliche Tragödien, zerbrochene Träume, falsche Erwartungen, enttäuschte Hoffnungen, die nicht enden wollenden Gier nach Land immer im Mittelpunkt.
Sanora Babb besuchte erst im Alter von elf Jahren zum ersten Mal eine Schule. Ihr Großvater brachte ihr das Lesen bei, indem er ihr aus einem Buch von den Abenteuern Kit Carsons, oder aus Artikeln der Zeitungen, mit denen die Wände der Baracke als Tapetenersatz beklebt waren, vorlas. Einmal in der Schule holte sie jedoch schnell auf, wurde Jahrgangsbeste (Valedictorian) und hielt am Ende ihrer Highschool-Ausbildung die Abschlussrede. Die Familie gab schließlich die kleine Farm auf, zog nach Elkhart, Morton County im äußersten Südwesten von Kansas, Forgan im Nordwest-Zipfel von Oklahoma, schließlich nach Garden City in Kansas. Nach ihrem Schulabschluss arbeitete Sanora als Journalistin für Associated Press, zog 1929 nach Los Angeles, Kalifornien, weil sie eine Stelle bei der Los Angeles Times in Aussicht hatte. Der Börsenkrach von 1929, die einsetzende so genannte Great Depression vereitelte jedoch alle diese Pläne.
Schließlich fand sie eine Anstellung bei einem Radiosender. Neben dieser Arbeit verfasste sie Short-Stories, schrieb Gedichte, die in verschiedenen Literatur-Zeitschriften – wie etwa Prairie Schooner, The Anvil, The Southwest Review, The San Francisco Review – veröffentlicht wurden und lernte hierdurch unter anderem William Saroyan (1908–1981), John Fante (1909–1983), Carlos Bulosan (1913–1956), John Sanford (1904–2003), Meridel Le Sueur (1900–1996) und Ralph Ellison (1913–1994) („Der unsichtbare Mann“) kennen. Einige von ihnen sollten nach dem Zweiten Weltkrieg während der so genannten McCarthy-Ära aufgrund ihres sozialen Engagements Opfer der hysterischen Kommunistenhatz werden. Ihr persönlicher Werdegang hatte sie für soziale Ungleichgewichte, soziale Ungerechtigkeit sensibilisiert. Sie trat der Kommunistischen Partei bei und reiste 1936 – wie viele andere linksgerichtete Schriftsteller ihrer Zeit – in die Sowjetunion.

### Whose Names Are Unknown(Namen unbekannt)
1938 kehrte sie nach Kalifornien zurück, arbeitete für die Farm Security Administration, als Assistentin von Tom Collins, dem Leiter dieser US-Bundesbehörde, die geschaffen worden war, um den durch die Great Depression in Not geratenen Farmern zu helfen. Ohne ihr Wissen teilte ihr Vorgesetzter Tom Collins ihre Notizen mit John Steinbeck. Herausgeber Bennett Cerf wollte das Buch bei Random House veröffentlichen, aber nachdem Steinbecks Früchte des Zorns früher herausgekommen war, wurde das Projekt 1939 beendet. Im Jahr 2004 kam es dann endlich zu einer Veröffentlichung im Original, eine deutsche Übersetzung als bisher einziges Werk folgte 2024.

### Heirats-Verbot (Micegenation-Laws)
Vor dem Zweiten Weltkrieg lernte sie, als sie sich für Probeaufnahmen für den Produzenten Irving Thalberg in Hollywood aufhielt, James Wong Howe (1899–1976), einen Kameramann chinesischer Abstammung, kennen. James Wong Howe, als Wong Tung Jim in Kanton, (heute: Guangzhou, Süd-China) geboren, war 1904, im Alter von fünf Jahren seiner Familie, die sich bereits in den USA niedergelassen hatte, nachgefolgt. Sein Vater, im Jahr seiner Geburt in die USA ausgewandert, hatte sich in Pasco, im Süden von Washington niedergelassen, wo er für die Northern Pacific Railroad arbeitete. Howe, schnell renommiert als Spezialist für den Einsatz von Schatten und gedämpfter Helligkeit („Low-Key-Howe“), stieg schnell zu einem der bekanntesten Kameraleute auf und wurde u. a. für seine Arbeiten in „The Rose Tattoo“ („Die tätowierte Rose“, 1955) und „Hud“ („Der Wildeste unter Tausend“, 1963) jeweils mit einem Oscar ausgezeichnet. Sanora Babb begleitete ihn häufig während seiner Arbeiten (im Ausland) und so trat ihre eigene schriftstellerische Arbeit in den Hintergrund.
Zu dieser Zeit waren in Kalifornien so genannte Interkulturelle Ehen verboten und so war dem Paar eine Eheschließung in den USA nicht möglich. In fast sämtlichen anderen Bundesstaaten waren Interkulturelle Ehen ebenfalls verboten (Anti-miscegenation laws). So heirateten sie 1937 in Paris, was allerdings in den USA nicht anerkannt wurde. Erst nachdem das Oberste Gericht von Kalifornien (California Supreme Court) 1948 in der Gerichtsverhandlung Perez v. Sharp urteilte, dass das Anti-Miscegenation-Gesetz (Verbot der Interkulturellen Ehe) Kaliforniens mit dem 14. Zusatzartikel zur Verfassung der Vereinigten Staaten unvereinbar war, hob Kalifornien als erster Bundesstaat der USA das Verbot für Interkulturelle Ehen auf. Sanora Babb und James Wong Howe heirateten dann (nochmals) nach kalifornischem Recht am 16. Dezember 1949. (In den 50er Jahren folgten die meisten anderen US-Bundesstaaten dem kalifornischen Beispiel. Mit Ausnahme von 17 Bundesstaaten – alle so genannten Südstaaten plus Oklahoma –, in denen diese Gesetze erst im Jahre 1967 – aufgrund des Urteils des Supreme Courts in Loving v. Virginia – aufgehoben wurden.)

### McCarthy-Zeit
Das Paar sah sich jedoch durch die gleich nach dem Zweiten Weltkrieg einsetzende Kommunisten-Hatz, die mit dem Namen Joseph McCarthy verbunden wird, sogleich neuen Schwierigkeiten ausgesetzt. Schon während des Zweiten Weltkriegs, als in den USA rund 120.000 japanischstämmige Amerikaner in so genannten War Relocation Centers interniert wurden, war James Wong Howe aufgrund seiner asiatischen Herkunft gezwungen worden ein großes Abzeichen zu tragen mit der Aufschrift „Ich bin Chinese“. (Sein Freund James Cagney steckte sich aus Solidarität ebenfalls ein solches Abzeichen an). Howe wurde zwar nicht auf eine der zahlreichen „Schwarzen Listen“ gesetzt, durch die vielen Menschen die Arbeitsmöglichkeit, ihre Existenzgrundlage entzogen wurde, das Komitee für unamerikanische Umtriebe (House on Un-American Activities Committee / HUAC) verdächtigte ihn aber, „beobachtete“ ihn wegen seiner Bereitschaft weiterhin mit Leuten zusammenzuarbeiten, die vom Komitee als „Commis“ („Kommunisten“), „Reds“ („Rote“), „Pinks“ („Rosafarbene“) und „Fellow-travellers“ („Sympathisanten“) diskriminiert wurden und deren Namen auf „Schwarzen Listen“ standen wie etwa John Garfield (1913–1952).
Sanora Babb geriet aufgrund ihrer Mitgliedschaft in der Kommunistischen Partei, ihres Aufenthaltes in der Sowjetunion ebenfalls ins Fadenkreuz des Ausschusses für unamerikanische Umtriebe. Sie entzog sich schließlich den aus der Luft gegriffenen Anschuldigungen und Diffamierungen, indem sie für über ein Jahr ihren Wohnsitz nach Mexiko verlegte. Während dieses erzwungenen Exils vollendete sie ihren Roman „The Lost Traveller“, in dem – in verschlüsselter Form – mit ihrer Beziehung zu ihrem Vater auseinandersetzte. Das Portrait eines Glücksspielers aus Sicht seiner Tochter. Es erschien 1958 und war der erste von ihr publizierte Roman.

## Werke
- The Lost Traveler, 1958
- An Owl on Every Post, 1970
- The Dark Earth and Other Stories from the Great Depression (zusammen mit Lew Amster), 1987
- Cry of the Tinamou, 1997
- Told in the Seed, 1998
- Whose Names Are Unknown, University of Oklahoma Press 2004, ISBN 0-8061-3579-4; dt. Namen unbekannt, Verlag Reclam 2024, ISBN 978-3-15-011471-1
- Killer Instinct and Other Stories from the Great Depression (zusammen mit Lew Amster)
- On the Dirty Plate Trail: Remembering the Dust Bowl Refugee Camps (mit Fotos ihrer Schwester Dorothy Babb)

Erst 2024 wurde ihr erstes Werk in deutscher Übersetzung veröffentlicht.